# Elendstal
Koordinaten: 51° 44′ 58″ N, 10° 40′ 52″ O

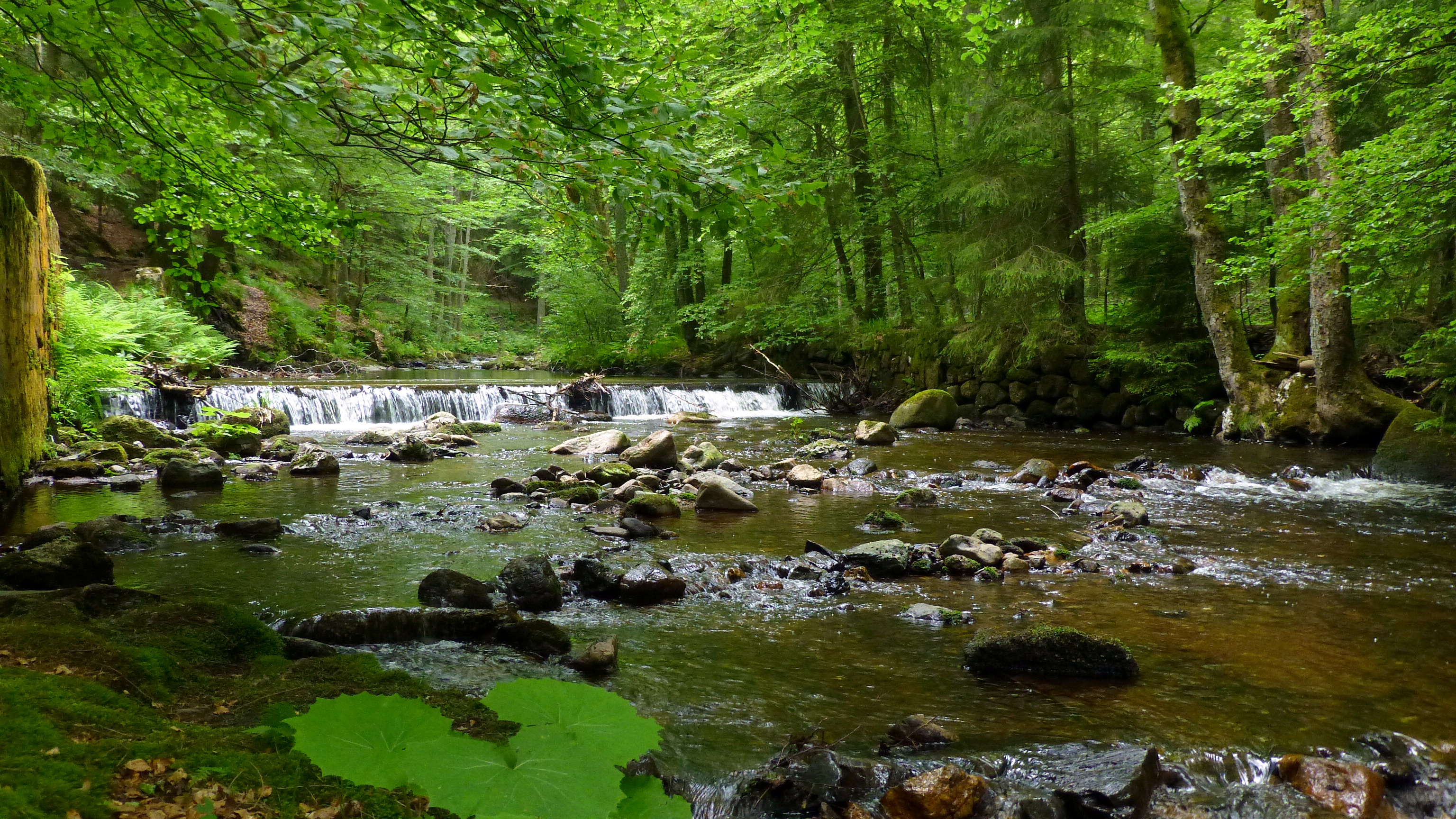
Naturschutzgebiet „Elendstal“

Das Elendstal ist ein Naturschutzgebiet in der Stadt Oberharz am Brocken im Landkreis Harz in Sachsen-Anhalt.

## Allgemeines
Das Naturschutzgebiet mit dem Kennzeichen NSG 0020 ist 73,69 Hektar groß. Es ist deckungsgleich mit dem FFH-Gebiet „Elendstal im Hochharz“ und größtenteils vom Landschaftsschutzgebiet „Harz und Vorländer“ umgeben. Das Gebiet steht seit dem 1. Mai 1961 unter Schutz. Zuständige untere Naturschutzbehörde ist der Landkreis Harz.

## Beschreibung
Das Naturschutzgebiet liegt nordöstlich von Braunlage und direkt nördlich von Elend im Naturpark Harz/Sachsen-Anhalt. Es stellt ein von der Kalten Bode durchflossenes, in nord-südlicher Richtung verlaufendes Kerbsohlental und die angrenzenden Hanglagen des Barenbergs im Westen und des Sterns im Osten unter Schutz. Im Naturschutzgebiet stocken Buchenbestände sowie artenreiche Bergahorn-Schluchtwälder. Die Buchenbestände, die überwiegend auf in südwestlicher Richtung exponierten Hängen stocken, zählen zu den höchstgelegenen im Harz. In der Krautschicht siedeln Waldsauerklee, Quirlblättrige Weißwurz, Harzer Labkraut, Waldschwingel und Waldreitgras. An in nordöstlicher Richtung exponierten Hängen und im Tal ist Mischwald mit Gewöhnlicher Fichte entstanden. Hier zeichnet sich die Krautschicht durch montane Arten wie Alpenmilchlattich, Platanenblättrigem Hahnenfuß und Weißer Pestwurz aus. Weiterhin siedeln hier Waldbingelkraut, Großes Springkraut, Fuchssches Greiskraut, Waldschwingel und Frauenfarn. Im Talgrund stocken alte Fichten, die teilweise über 40 m hoch sind. Die stärkste der Fichten wird als Talwächter bezeichnet.
Die Uferbereiche der Kalten Bode werden von Hochstaudenfluren mit Alpenmilchlattich gesäumt. Stellenweise sind Quellfluren zu finden, die von Bitterschaumkraut, Wechselblättrigem Milzkraut und Sumpfvergissmeinicht sowie verschiedenen Moosen geprägt sind. Die Kalte Bode ist Lebensraum für Bachforellen. Im Naturschutzgebiet sind verschiedene Vögel heimisch, darunter Grün- und Grauspecht, Hohltaube, Wasseramsel und Gebirgsstelze. Für das im Harz wiederangesiedelte Auerhuhn ist das Naturschutzgebiet Nahrungsgebiet. Die Wälder sind auch Lebensraum für die Fledermäuse Fransenfledermaus, Große Bartfledermaus, Kleine Bartfledermaus, Kleiner Abendsegler, Nymphenfledermaus, Wasserfledermaus und Zwergfledermaus. Auch Wildkatze und Luchs sind in den Waldgebieten heimisch.